# Majachnaja Bay
Die Majachnaja Bay (englisch; russisch Бухта Маячная Buchta Majatschnaja, deutsch ‚Leuchtturm-Bucht‘) ist eine Bucht an der Knox-Küste des ostantarktischen Wilkesland. Sie liegt in der Bunger-Oase.
Wissenschaftler einer sowjetischen Antarktisexpedition kartierten und benannten sie 1956. Das Antarctic Names Committee of Australia übertrug diese Benennung in einer transkribierten Teilübersetzung ins Englische.